# Габаду
Габаду́ (порт. Ilhéu Gabado) — маленький острівець у складі Сан-Томе і Принсіпі. Адміністративно відносяться до округу Лемба.
Острів розташований за 410 м біля південно-західного берега острова Сан-Томе. Острів має видовжену з північного сходу на південний захід форму з невеликим півостровами на південному заході. Острів незаселений, гористий, вкритий лісами, береги місцями стрімкі та скелясті. Довжина острова 360 м, ширина — до 95 м. Біля північного сходу розкидані підводні та надводні скелі.